# كارين ر. هيتشكوك
كارين ر. هيتشكوك (بالإنجليزية: Karen Hitchcock)‏ هي عالمة تشريح وعالمة أحياء أمريكية، ولدت في 10 فبراير 1943 في ويليستون بارك في الولايات المتحدة، وتوفيت في 10 يوليو 2019 في Rexford, New York ‏ في الولايات المتحدة.